# Nulpunktssten
Nulpunktssten er en sten eller lignende monument, hvorfra vejafstande udmåles. Nulpunktssten findes almindeligvis i hovedstæder og andre storbyer. I centrum af Rom stod den "Gyldne Milesten", der blev rejst som det symbolske centrum i Romerriget. Den er forsvundet, men var inspirationen for Washington D.C.-nulpunktsstenen "The Zero Milestone", hvorfra alle vejdistancer i USA skulle opmåles.

## København
I København er der opsat fire nulpunktssten, der markerer afstanden til forskellige byer i omegnen fra de byporte, der blev revet ned i 1850'erne. Nulpunktstenene i København er som kilometerstenene på det overordnede vejnet tegnet af arkitekt P.V. Jensen Klint.
| Placering  | Koordinater                                             | Afstande | Opstillet |
| ---------- | ------------------------------------------------------- | --- | --------- |
| Amagerport | 55°40′14.8″N 12°35′38.79″Ø / 55.670778°N 12.5941083°Ø   | Kastrup 5,3 km ad Kastrupvejen St. Magleby 8,8 km Dragør 11,1 km Taarnby 5,1 km ad Englandsvejen                                                             | 1920      |
| Nørreport  | 55°41′1.66″N 12°34′17.51″Ø / 55.6837944°N 12.5715306°Ø  | Frederikssund 41 km Frederiksværk over Frederikssund 58 km Farum 22 km Slangerup 36 km Frederikssund 44 km Hillerød ad Frederiksborgvejen og Lynge Kro 41 km | 1925      |
| Vesterport | 55°40′32.98″N 12°34′6.67″Ø / 55.6758278°N 12.5685194°Ø  | Køge over Taastrup 40 km Vordingborg 94 km Holbæk 62 km Kalundborg 102 km Jyderup 80 km Roskilde 30 km Ringsted 60 km Korsør 107 km                          | 1925      |
| Østerport  | 55°41′33.35″N 12°35′10.99″Ø / 55.6925972°N 12.5863861°Ø | Hørsholm 23 km Fredensborg 37 km Rungsted 23 km Humlebæk 37 km Helsingør 45 km Hillerød 34 km Frederiksværk 56 km Helsinge 47 km                             | 1925      |